# Очиток білий
Очиток білий (Sedum album) — вид трав'янистих сукулентів роду очиток родини товстолистих.

## Загальна біоморфологічна характеристика

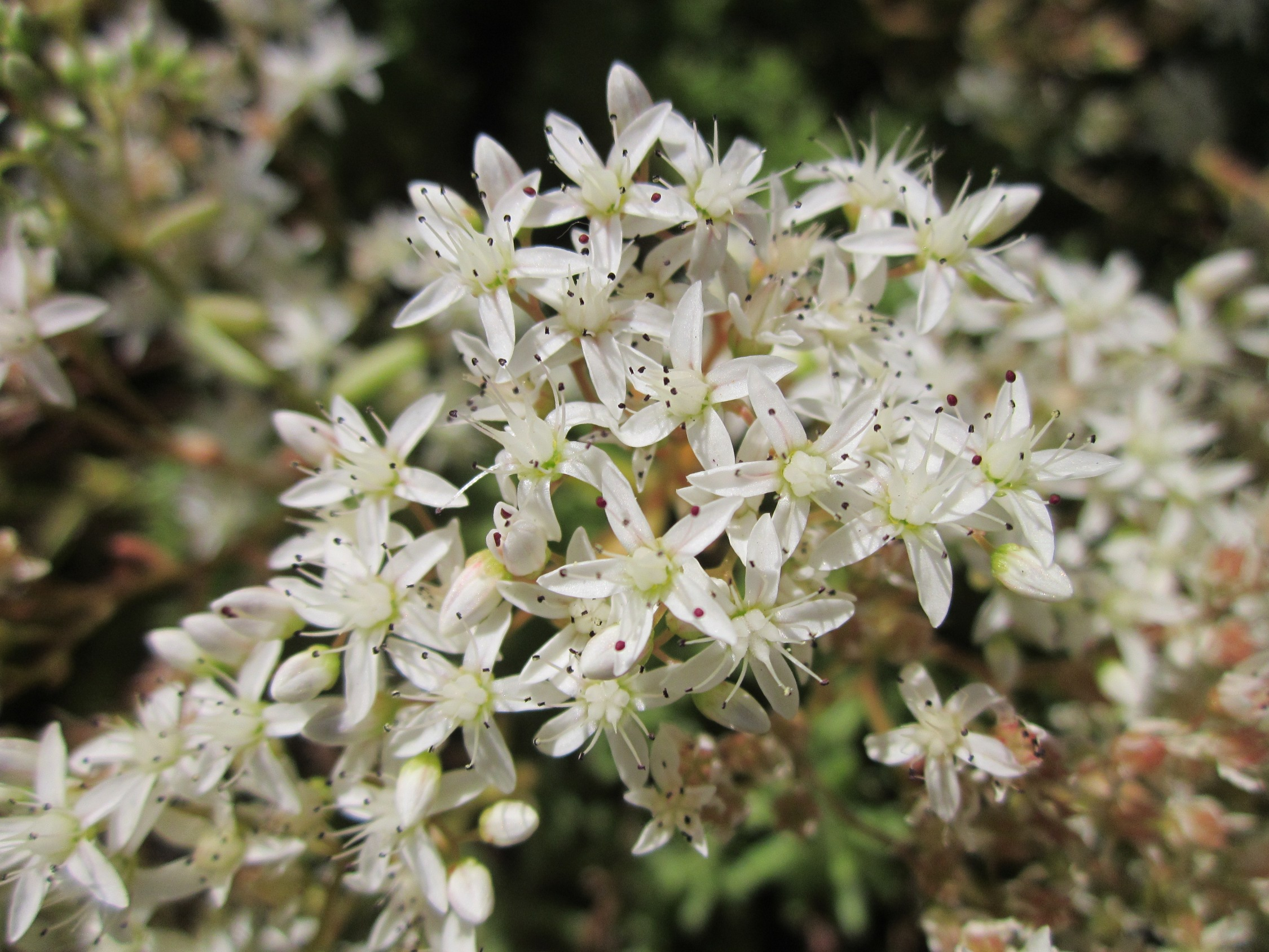
Квіти очитка білого

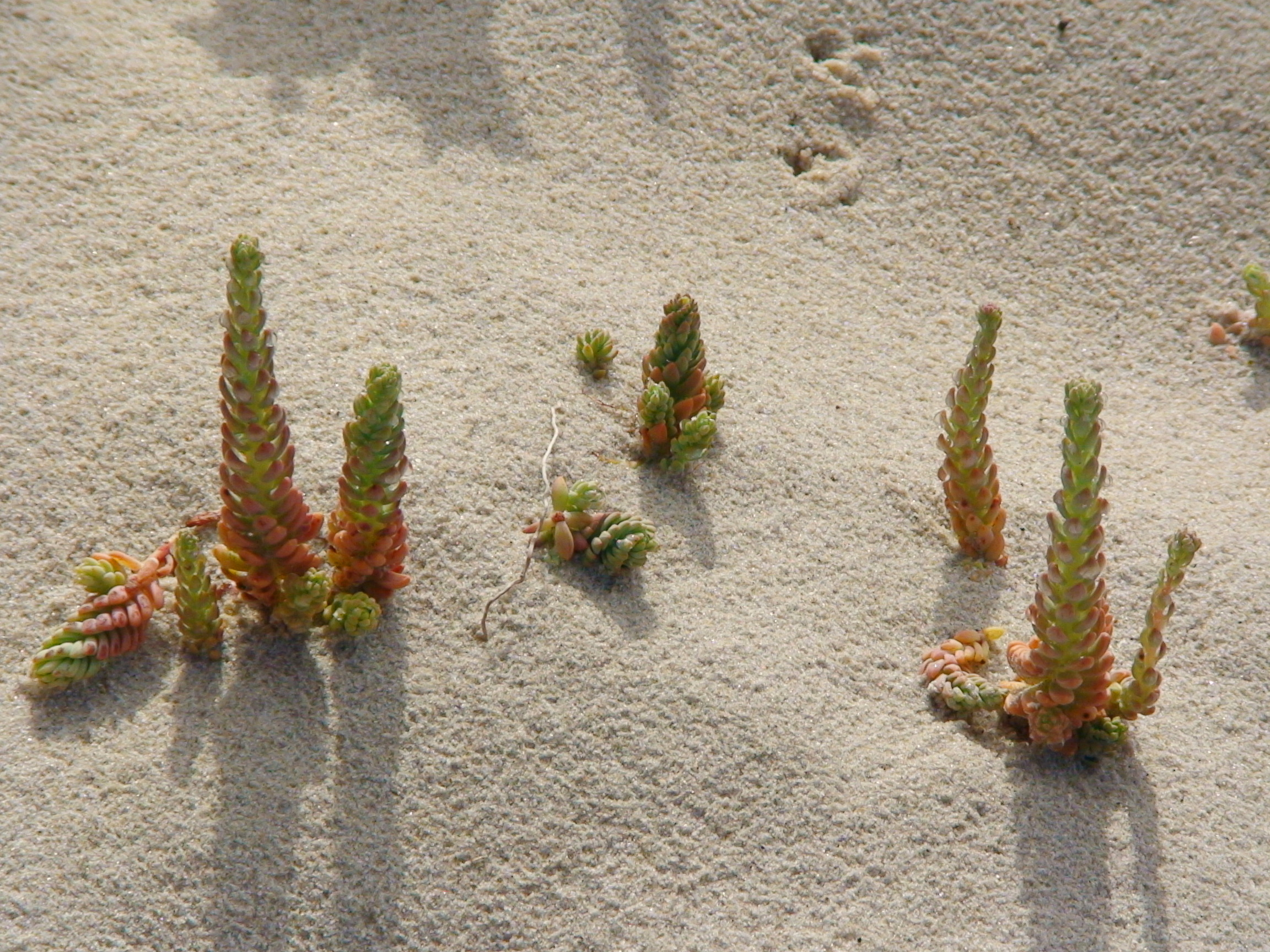
Очиток білий на піщаних дюнах. Поблизу Пеніші, Португалія.

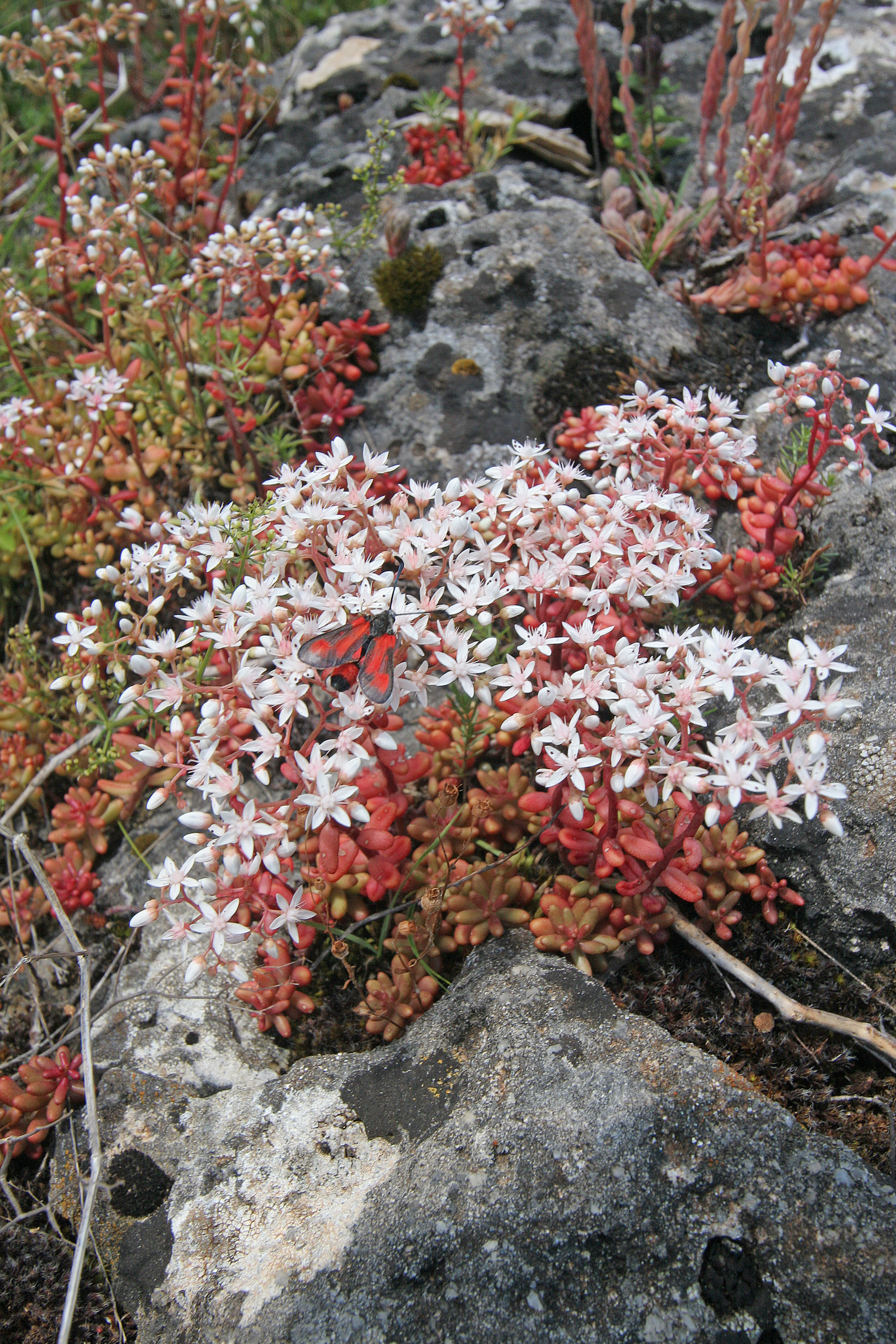
Очиток білий в ущелині Горж-дю-Тарн, Франція

Очиток білий належить до групи листкових сукулентів. Являє собою багаторічник з тонким повзучим кореневищем, із сланкими вегетативними пагонами. Квітконосні пагони висхідні, до 10-20 см заввишки. Квітки актиноморфні, п'ятичленні, пелюстки білого або блідо-рожевого кольору, яйцеподібно-видовжені, розташовані в розгалужено-щиткоподібних суцвіттях, 4-5 см у діаметрі.

## Систематика
Очиток білий (Sedum album) належить до секції Sedum ряду Alba Bgr., що об'єднує 17 зимостійких видів очитків, ареали яких розташовані у Європі та Азії.

## Поширення
Ареал очитка білого охоплює Європу, Сибіру, Північну Африку, Малу Азію, Середземномор'я.
В Україні зустрічається у Криму та на Закарпатті.
В природних умовах очиток білий зростає на кам'янистих ґрунтах.